# Tayikistán en los Juegos Olímpicos de Sídney 2000
Tayikistán estuvo representado en los Juegos Olímpicos de Sídney 2000 por cuatro deportistas, dos hombres y dos mujeres, que compitieron en dos deportes.
El portador de la bandera en la ceremonia de apertura fue el boxeador Khurshed Hasanov. El equipo olímpico tayiko no obtuvo ninguna medalla en estos Juegos.